# Jorge G.
Jorge Juan Gómez Cáceres  (Murcia, 1964), cuyo nombre artístico es Jorge G., es un ex-bombero, pintor, colorista de historietas y divulgador español del mundo del cómic.

## Biografía
Jorge G. comenzó a estudiar en la Escuela de Arte de Murcia, pero la abandonó tras el primer curso, y por ello estuvo formándose un tiempo colaborando con su padre, Juan Gómez Cañizares, en la creación de carrozas para desfiles festivos como el Entierro de la Sardina, el Bando de la Huerta y la Batalla de las Flores. Desde entonces, ha ido alternando varias actividades artísticas como la pintura, la ilustración, la cerámica, el cómic y la restauración, compaginado esta faceta creativa con su trabajo como bombero en el Ayuntamiento de Murcia, una profesión que ejerció hasta diciembre de 2024. 

## Obra como colorista de historietas
En 1985 conoció a Juan Álvarez, quien le propuso dar color a sus creaciones. El dibujo de trazo bien definido de Juan y el color inicialmente aplicado al óleo de Jorge dieron como resultado un trabajo muy personal y reconocible, que les llevó a publicar en "TBO", "Zona 84", "Totem", "El Jueves", "Crecer feliz", "Penthouse", "Puta Mili", así como en la edición estadounidense de Playboy desde el año 2000. Su aportación a la obra de Juan Álvarez supone un cambio importante en el estilo del dibujante, cuya línea de dibujo estaba adaptada al dibujo animado, pues pocos cómics de humor gráfico usan el acabado peculiar que aporta el color de Jorge G. a personajes como Los Mendrugos, La capitana Diana, Lucía gabinete de sexología, o Hera y sus cosas de bombera, publicados en El Jueves.

## Difusión y divulgación a través del cómic
Como divulgador, ha impartido numerosas charlas y talleres sobre cómic, entre los que se puede destacar la coordinación junto a Juan Álvarez del ciclo "Hojeando cómics", para la Biblioteca Regional de Murcia tanto en su primera edición de 2005 como en las de 2006 y 2007. Ese último año también se encargaron del Programa de actividades "Cómic Corner" para la misma biblioteca. Igualmente, ha dirigido el Aula de Cómic de la Universidad de Murcia entre 2011 y 2016 junto a su colega, organizando numerosos encuentros con autoras y autores en un ciclo denominado "Comicum", y gestionando un club de lectura de cómic. 
También participó en el nacimiento y puesta en marcha en 2009 del festival anual "Murcia se remanga. Salón del Manga de Murcia", promovido junto a Juan Álvarez y la empresa A2 Comunicación. En 2013 colaboró en el diseño y producción de una aplicación didáctica sobre la figura de Isaac Newton para dar a conocer su aportación científica. Y, además, para su labor divulgadora ha realizado con su coautor Juan Álvarez varias publicaciones de sensibilización social o historia local, entre las que se pueden mencionar:
- La Historia de Mazarrón (Ayuntamiento de Mazarrón, 2008)
- Hemoman (Centro de Hemodonación de Murcia, 2007)
- Historia de Torre Pacheco. Cómic (Ayuntamiento de Torre Pacheco, 2007)

## Obra como pintor
Su obra como historietista se ha complementado con la pictórica, en la que predominan los paisajes de marinas, espacios naturales y urbanos con un estilo figurativo y su peculiar colorido, y ha expuesto sus pinturas principalmente en la Región de Murcia, en ciudades como Murcia, Cartagena, Isla Plana, Mazarrón o Cabo de Palos. Jorge G. pinta del natural siendo un observador atendo de los cambios de luz y de color que se producen por factores como la hora del día o la estación del año en entornos como Isla Plana, Mazarrón o Cabo de Palos. Entre sus exposiciones de esta temática podrían citarse "Agua salá del Cabo (2018) "Estelas" (2021), "Marinas" (2021) y "Nautas" (2024) centradas en el mar y la costa, y "En llamas" (2022), una exposición centrada en la protección de la naturaleza en peligro por los incendios que afrontan los bomberos, y que se inauguró en el Ateneo Huertano Los Pájaros de Murcia. 
Parte de su pintura ha sido realizada en colaboración con Juan Álvarez, y entre sus exposiciones en común, que combinan paisajes urbanos y naturales se encontrarían "Quotidianía Vistabellense" (2012),  "Los mares del Sur(este) (2014) "Una nueva mirada a Cartagena" (2015), "Mazarrón, azul y marrón" (2018), o "Mazarrón, luz del pasado" (2023). Tras estos trabajos concibieron en 2023 una exposición en la que introducían de modo humorístico a sus personajes en los grandes cuadros de la pintura universal. La exposición, bajo el título de "Encuentros", fue promovida y expuesta en el espacio "La fábrica del humor" de la Universidad de Alcalá. 
Junto con su socio han producido también dos exposiciones recopilatorias de su trabajo en común. Así, en 2015 presentaron en Mula (Región de Murcia) "30 años dando disgustos". Y diez años después, en mayo de 2025 han inaugurado una exposición denominada "40 años ilustrando sonrisas" en tres espacios de Murcia (El Museo de los Molinos del Río, su Sala Caballerizas, y el Museo Ramón Gaya en donde recogen una síntesis a través de cien obras de su trabajo en común durante cuarenta años (1985-2015).

## Técnica y estilo
La técnica de ilustración de Jorge G. comenzó siendo la pintura al óleo, pero ello requería un tiempo que no se adaptaba al ritmo de publicación semanal de historietas en la revista "El Jueves", dado que "Jorge se tiraba un mes para pintar una página al óleo" Para reducir los tiempos, empezó a utilizar secativo de cobalto que aceleraba el proceso, por lo que muchas páginas de Los Mendrugos no parecen al óleo, sino acrílicas, al no estar muy empastadas.  El color al óleo aplicado al cómic y a la tira de humor gráfico le planteaba problemas no sólo de agilidad y plazos, sino también de reproducción, debido a su gama de tonalidades. Quizás por ello, la técnica de Jorge G. ha evolucionado hacia la pintura al pastel utilizando tizas secas, ceras y lápices para conseguir una gran riqueza cromática que aplica sobre papeles de composición y gramaje adecuados.
Los referentes pictóricos de Jorge G. son los impresionistas, Sorolla, Rusiñol, Vermeer, Carl Larsson, Van Gogh o los pintores murcianos Pedro Cano y Pedro Serna, habiendo destacado la importancia que tiene para él la naturaleza como fuente de inspiración.

## Publicaciones
- Los mendrugos, unos estudiantes de tebeo (Universidad de Murcia, 2003). (Con Juan Álvarez) Catálogo de una exposición recopilatoria de viñetas de estos personajes cuyo escenario es la Universidad de Murcia y especialmente sus bibliotecas, presentada en la Biblioteca General María Moliner de la Universidad de Murcia y luego circulante por las bibliotecas de la Región de Murcia)
- Los Mendrugos (con Juan Álvarez) (recopilación de historietas) (El Jueves, Luxury Gold Collection, 2008).
- Lucía, gabinete de sexología (con Juan Álvarez) (recopilación de historietas) (El jueves, 2004 y 2010)
- Las manos de Cupido: historietas cortas y sexy para la revista Playboy (con Juan Álvarez) (Nuevo nueve, 2025)[20]